# Campaign for a Non-Browser Specific WWW
Campaign for a Non-Browser Specific WWW (in lingua inglese "Campagna per un WWW non per un browser determinato") è un'iniziativa per sensibilizzare verso la realizzazione di siti web che siano visualizzabili, e totalmente funzionanti, con ogni browser.
L'iniziativa viene organizzata e coordinata dal sito Anybrowser in cui vi è un manifesto della campagna, tradotto in numerose lingue, spiegazione del perché sia utile e corretto che i siti web siano visibili con ogni browser, consigli su come realizzare siti web con tale caratteristica, FAQ e altro materiale informativo.
Il sito rende anche disponibili banner che possono essere utilizzati e mostrati sul proprio sito da chi aderisce all'iniziativa (chiara parodia dei diffusi banner "Questo sito si vede al meglio con il browser tal dei tali"), ed esempi di lettere che possono essere inviati ai webmaster di siti che invece non sono visibili con ogni browser ma sono ottimizzati per essere visibili con un determinato browser (e che magari anzi esibiscono banner in cui dichiarano questa caratteristica come se fosse un vanto). L'iniziativa assume quindi un carattere sociale fortemente collaborativo.

## La citazione
Alla base della campagna, una citazione di Tim Berners-Lee (noto per essere uno degl'inventori del World Wide Web) che evidenzia l'importanza e l'utilità del poter visualizzare e far funzionare i siti web con qualunque browser.
(Tim Berners-Lee, "Technology Review, July 1996")